# Пульчелла
Пульчелла — озеро на территории Ведлозерского сельского поселения Пряжинского района Республики Карелия.

## Общие сведения
Площадь озера — 0,6 км². Располагается на высоте 64,3 метров над уровнем моря.
Форма озера продолговатая: вытянуто с севера на юг. Берега каменисто-песчаные.
Из северной оконечности озера вытекает протока, втекающая в реку Видлица.
Населённые пункты возле озера отсутствуют. Ближайший — посёлок Койвусельга — расположен в 4,5 км к ССЗ от озера.
Код объекта в государственном водном реестре — 01040300211102000014473.